# Acanthodesmus saussurei
Acanthodesmus saussurei är en mångfotingart som beskrevs av Filippo Silvestri 1899. Acanthodesmus saussurei ingår i släktet Acanthodesmus och familjen Platyrhacidae. Inga underarter finns listade i Catalogue of Life.